# Paul Gauguin önarcképe
Paul Gauguin önarcképe (Portrait de l'artiste) a Musée d’Orsay gyűjteményének része. A festmény hátsó oldalán William Molard portréja látható.
Gauguin 1893-1894-ben festette a képet, azután, hogy 1893. szeptember 1-jén visszaérkezett Párizsba első polinéziai útjáról. A művész kiállítást rendezett Tahitin készített képeiből, de a remélt siker elmaradt. Novemberben az Ia Orana Mariát, amely első befejezett képe volt Tahitin, felajánlotta a Musée du Luxembourgnak, de visszautasították. Néhány festő és kritikus, köztük Edgar Degas azonban méltatta a tárlatot, Alfred Jarry pedig verset írt L’homme à la hache (szabad fordításban: A fejszés ember) címmel a képekről. A kortárs művészek többsége viszont érdektelen maradt.
Az önarckép egyfajta válasz a kritikákra és a hallgatásra, a lázadó lékek elszántságának megerősítése. Erre utal, hogy a festő mögött Gauguin ma már híres festménye, A halott szelleme figyel látható. (Az alak azért fekszik fordítva, mert Gauguin tükörből festett.) Ezt a képet tartotta a távoli szigeten tett útja legfontosabb alkotásának. A képen látható a művész műtermének egy része, a sárga-zöld falak arra utalnak, hogy Gauguin tahitizálta stúdióját. A háttérben egy kék-sárga szarong látható. A festmény hátoldalán egy másik alkotás van, William Molard zenész portréja, aki a művész barátja volt.
A festmény első tulajdonosa William Molard volt, majd menye, Judith Gérard birtokában volt. 1966-ban, miután több magángyűjtő is megvette-eladta, egy névtelenségben maradó kanadai magánszemély a Louvre-nak adományozta.